# Storckiella
Storckiella är ett släkte av ärtväxter. Storckiella ingår i familjen ärtväxter.
Kladogram enligt Catalogue of Life:
| Storckiella | \| \| Storckiella australiensis \| \| \| \| \| \| Storckiella vitiensis \| \| \| \| |
|             | \| \| Storckiella australiensis \| \| \| \| \| \| Storckiella vitiensis \| \| \| \| |
|             | Storckiella australiensis                                                           |
|             |                                                                                     |
|             | Storckiella vitiensis                                                               |
|             |                                                                                     |

## Bildgalleri

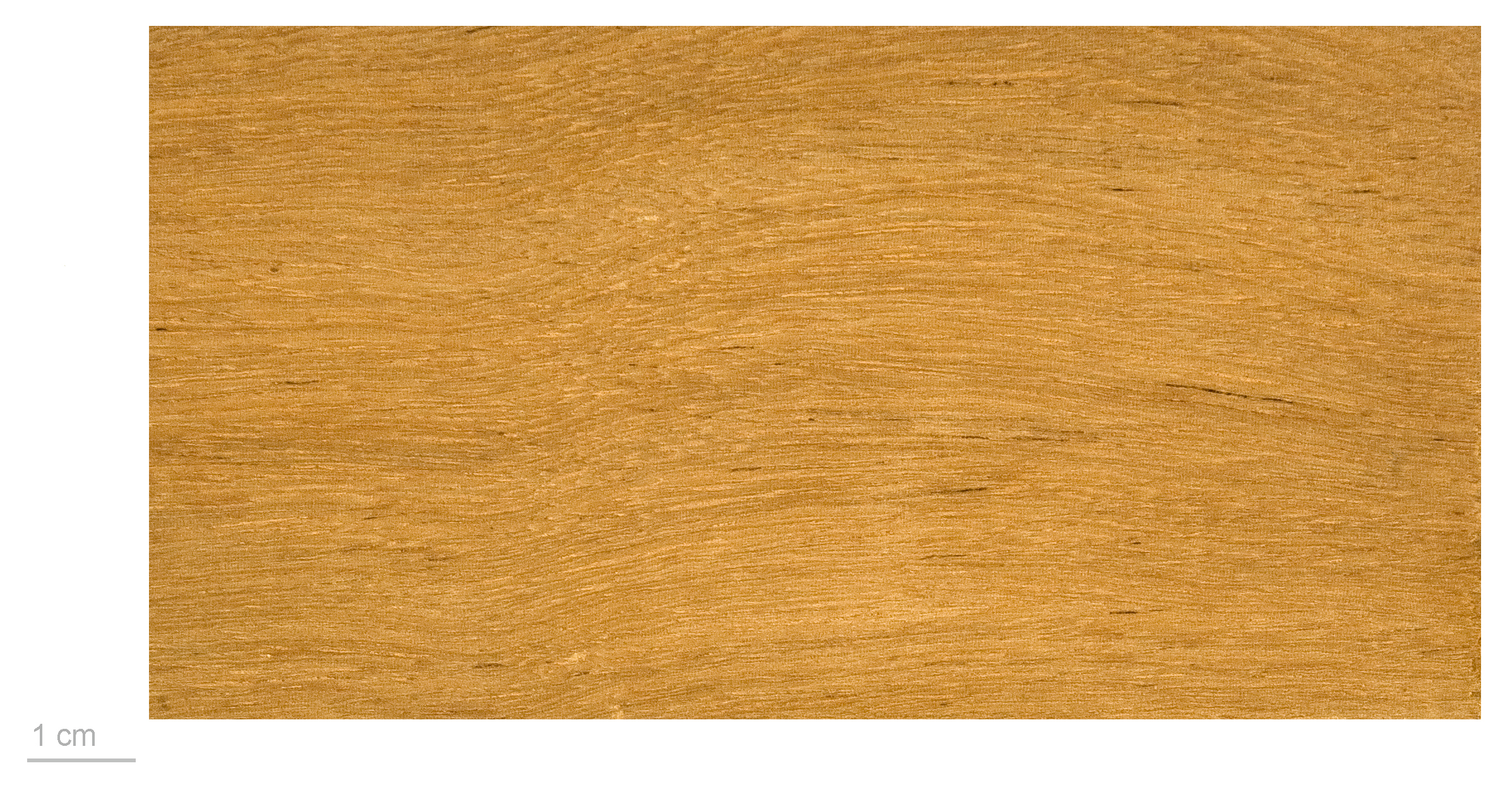